# Сура Ан-Наджм
Сура Ан-Наджм (араб. سورة النجم‎) або Зоря — п'ятдесят третя сура Корану. Мекканська, містить 62 аяти.